# Nearco (ceramista)
Nearco (in greco antico: Νέαρχος?, Néarchos; fl. 570 a.C. / 555 a.C.) è stato un ceramografo e ceramista greco antico, attivo nel quartiere del Ceramico. Ci restano otto esemplari con la sua firma che lo indicano sia come vasaio sia come ceramografo.

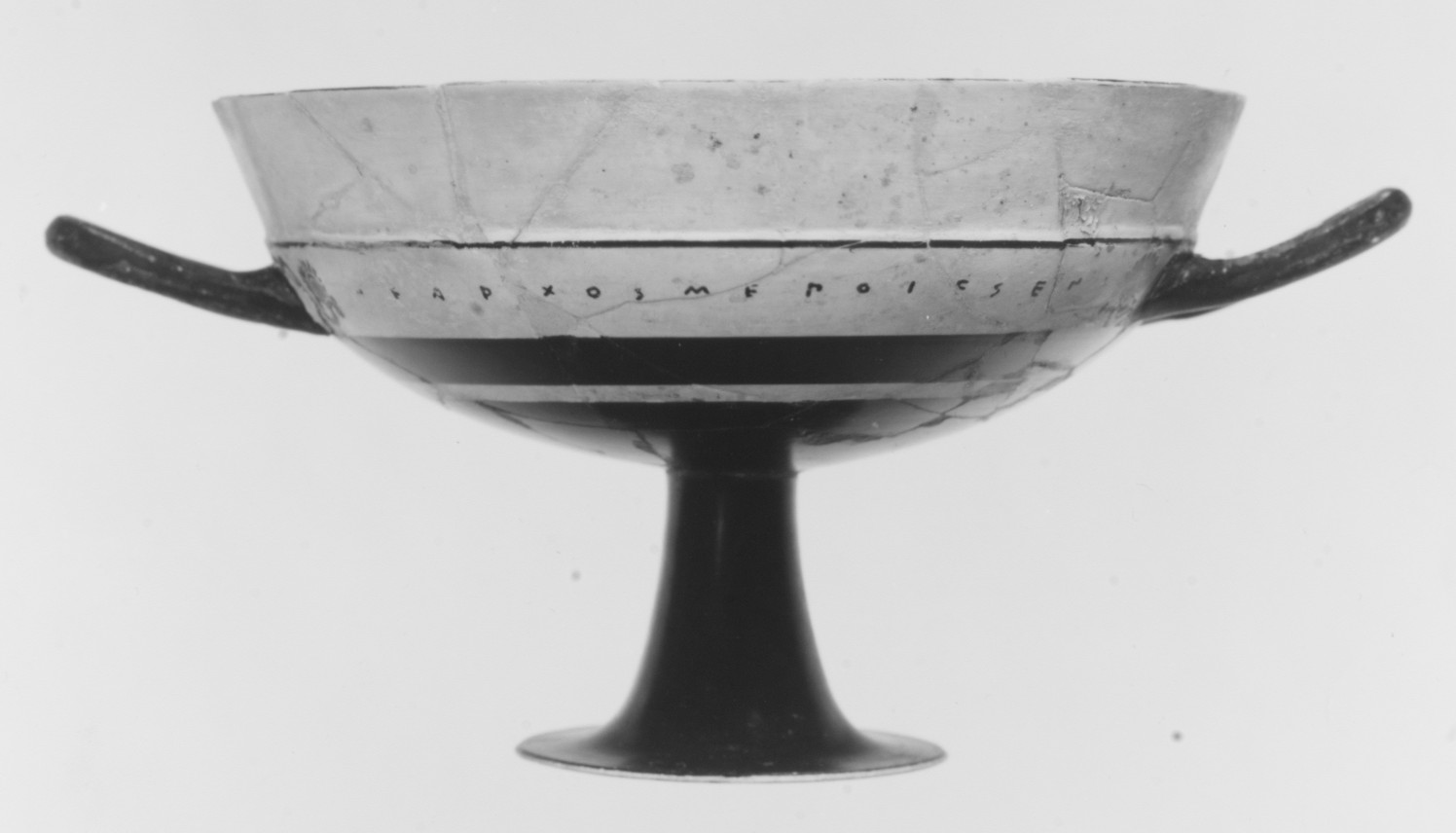

È contemporaneo di Kleitias, ma nonostante la tendenza al particolare minuto e alla precisione del dettaglio, Nearco predilige le grandi dimensioni e la monumentalità dello stile rappresentativo che prepara al lavoro di Exekias nel terzo quarto del VI secolo a.C. La sua attività verrà portata avanti dai figli Tleson e Ergotiles, che firmeranno soprattutto piccole coppe nello stile dei Piccoli maestri, dei quali Tleson fu uno degli esponenti maggiori.

## Opere firmate
Le opere maggiormente note di Nearco sono due kantharoi frammentari dedicati sull'Acropoli di Atene (National Museum, Acr. 611 e 612) e l'ariballo globulare conservato a New York (Metropolitan Museum, 26.49). Sul kantharos Acr. 612 è rappresentata una gigantomachia, tema diffuso nel secondo quarto del VI secolo a.C., mentre il kantharos Acr. 611 riporta il primo esempio attico di un soggetto che diverrà comune solo a partire dalla seconda metà del secolo, la bardatura del carro di Achille, di cui si conosce come unico antecedente la scena rappresentata su un ariballo protocorinzio conservato a Berlino (Pergamon Museum, n. inv. 3319). La novità del soggetto tuttavia non è l'unica particolarità di quest'opera, essa infatti anticipa notevolmente quella tendenza all'evocazione di una atmosfera emotiva che sarà sviluppata pienamente da Exekias e che determinerà la fine dell'arte greca arcaica, con il suo patrimonio di schemi e convenzioni, aprendo al primo periodo dell'arte classica, o stile severo. I frammenti del kantharos giunti sino a noi riportano il nome di Achille, il nome di due cavalli e la firma di Nearco che si trova tra la figura di Achille e il cavallo di cui regge il morso: «Nearchosmegraphsen ka[poiesen]». Il disegno della scena è stato tracciato in marrone, ma sono presenti anche tracce di un disegno preparatorio eseguito tramite incisione e che comprende la disposizione delle iscrizioni.

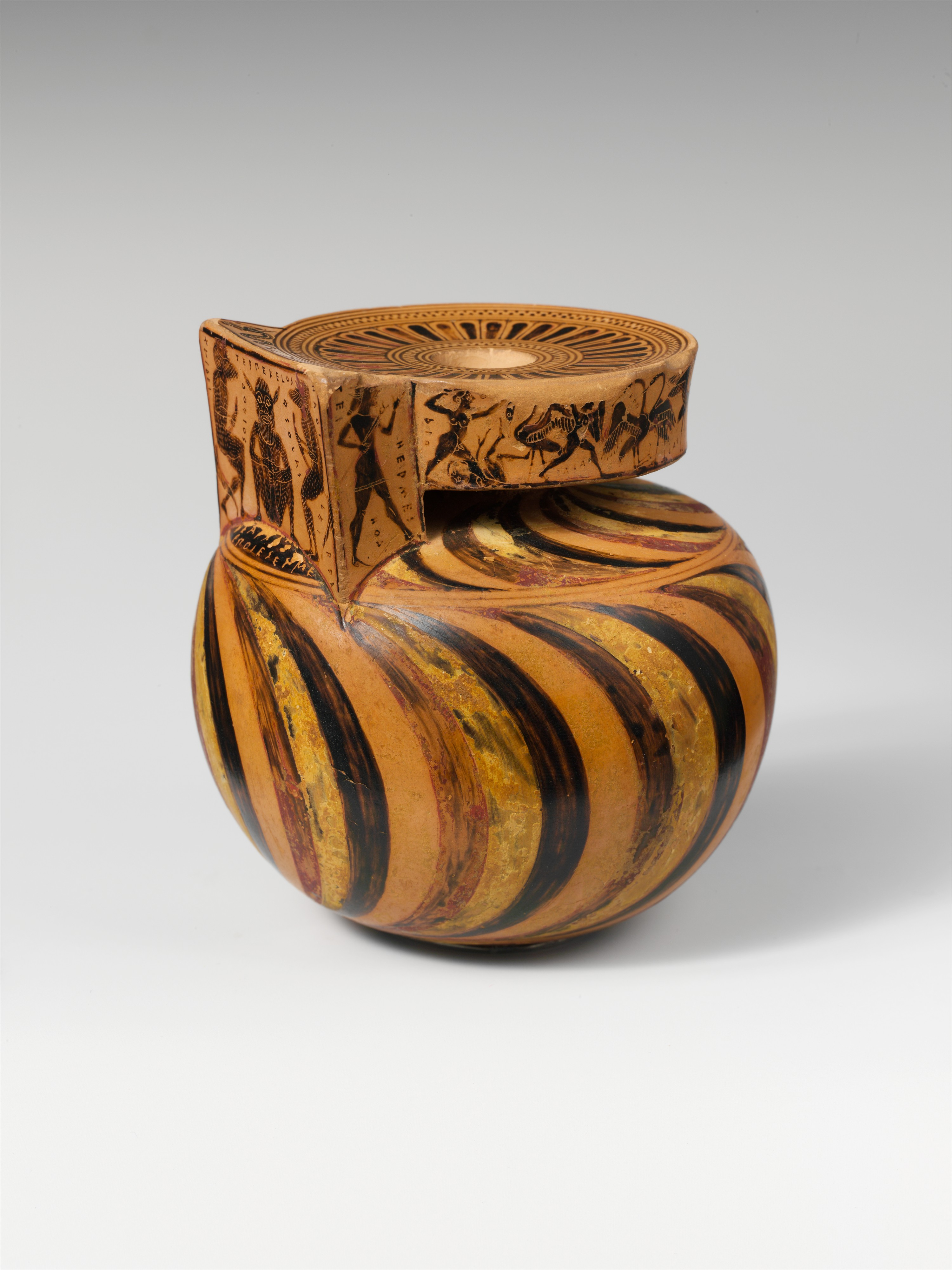

L'ariballo di New York, alto 7.8 cm, dimostra invece le capacità miniaturistiche di Nearco. Riproduce la scena grottesca della guerra tra i Pigmei e le gru, la stessa rappresentata da Kleitias sul Vaso François, ma qui corre sul fregio intorno alla bocca del vaso ed è alta circa 1 cm. Sull'ansa sono rappresentati Perseo e Hermes come figure singole, un gruppo osceno con tre satiri e due tritoni. Il corpo globulare del vaso è decorato da strisce trasversali rosse, bianche e nere alternate, che accentuano la curvatura della superficie. La firma di Nearco lo indica solo come vasaio e la parte pittorica gli è stata attribuita su base stilistica.
Le strisce bianche sul corpo globulare dell'ariballo di New York sono andate quasi perdute; per la stessa ragione risultano poco leggibili le fasce decorative che si trovano sopra e sotto la scena principale del kantharos Acr. 611. Si tratta infatti di uno dei primi esempi di tecnica a fondo bianco che diverrà comune solo con il periodo della ceramica a figure rosse: le linguette alternate in rosso e nero erano dipinte sopra una base bianca che non ha resistito al corso del tempo; il bianco dei cavalli invece è steso su un fondo nero del quale è lasciata in vista una spessa linea di contorno per aumentare il risalto e lo stacco delle figure.